# Nowe sytuacje
Nowe sytuacje – pierwszy album polskiej grupy rockowej Republika. Wydany w 1983 nakładem wytwórni Polton, zawiera takie przeboje jak „Śmierć w bikini”, „Halucynacje” czy tytułowe „Nowe sytuacje”. W 1984 roku wydany w Wielkiej Brytanii pod nazwą 1984 z anglojęzycznymi wersjami tych utworów. Płyta została zarejestrowana w studiach nagraniowych „Wawrzyszew Studio” i „Polskie Nagrania”. Album w ciągu zaledwie miesiąca rozszedł się w nakładzie 260 tys. egzemplarzy, pomimo zaporowej ceny 700 zł, podczas gdy albumy innych wykonawców kosztowały w tym samym czasie ok. 160 zł.

## Lista utworów
Strona A
1. „Nowe sytuacje” (muz. i sł. Grzegorz Ciechowski) – 4:25
2. „System nerwowy” (muz. i sł. Grzegorz Ciechowski) – 3:40
3. „Prąd” (muz. i sł. Grzegorz Ciechowski) – 4:22
4. „Arktyka” (muz. i sł. Grzegorz Ciechowski) – 4:06
5. „Śmierć w bikini” (muz. i sł. Grzegorz Ciechowski) – 4:22

Strona B
1. „Będzie plan” (muz. i sł. Grzegorz Ciechowski) – 3:37
2. „Mój imperializm” (muz. i sł. Grzegorz Ciechowski) – 3:38
3. „Halucynacje” (muz. i sł. Grzegorz Ciechowski) – 3:20
4. „Znak” = „”(muz. i sł. Grzegorz Ciechowski) – 2:48
5. „My lunatycy” (muz. Grzegorz Ciechowski, Zbigniew Krzywański sł. Grzegorz Ciechowski) – 4:20

## Twórcy
- Grzegorz Ciechowski – śpiew, fortepian, moog, flet, instrumenty perkusyjne, teksty, muzyka
- Sławomir Ciesielski – perkusja, śpiew, instrumenty perkusyjne
- Zbigniew Krzywański – gitara elektryczna, śpiew, muzyka („My lunatycy”)
- Paweł Kuczyński – gitara basowa, efekty specjalne
- Wojtek Przybylski – mastering
- Jarek Regulski – mastering

## Wydania
- w 1983 przez Polton
- w 1991 przez MMPP z Nieustanne tango
- w 1998 przez Sound-Pol z Nieustanne tango
- w 1999 przez Sound-Pol
- w 2001 przez Pomaton EMI (dodatkowo utwory „Śmierć w bikini – remix 2001”, „Biała flaga – remix 2001”, „Nie pójdę do szkoły” i teledyski „Śmierć w bikini” i „Poranna wiadomość”)[10]
- w 2003 przez Pomaton EMI[11]
- w 2011 przez Pomaton EMI[12]
- w 2013 przez Parlophone Music Poland[13]